# Kneiffia subtilis
Kneiffia subtilis är en svampart som beskrevs av Berk. 1891. Kneiffia subtilis ingår i släktet Kneiffia och familjen Meruliaceae.   Inga underarter finns listade i Catalogue of Life.